# Station Moirans
Station Moirans is een spoorwegstation in de Franse gemeente Moirans.